# Kanton Gabarret
Kanton Gabarret (francouzsky Canton de Gabarret) je francouzský kanton v departementu Landes v regionu Akvitánie. Tvoří ho 15 obcí.

## Obce kantonu
- Arx
- Baudignan
- Betbezer-d'Armagnac
- Créon-d'Armagnac
- Escalans
- Estigarde
- Gabarret
- Herré
- Lagrange
- Losse
- Lubbon
- Mauvezin-d'Armagnac
- Parleboscq
- Rimbez-et-Baudiets
- Saint-Julien-d'Armagnac